# Wilhelm
Wilhelm ist ein männlicher Vorname und ein Familienname.

## Herkunft und Bedeutung
Der Name entstammt dem Altniederdeutschen sowie Althochdeutschen und lässt sich von willio (Wille, Entschlossenheit) und helm (Helm, Schutz) oder halm (Halm, aufrecht) herleiten. Sein erster bekannterer Namensträger war der heilige Wilhelm (Willehalm) von Aquitanien (745–812), Cousin Kaiser Karls des Großen und Gründer der Abtei Gellone, heute Saint-Guilhem-le-Désert. Seine Verbreitung in Nordwesteuropa wurde vor allem durch die Namensträger in den Familien der Oranier und der Hohenzollern befördert.

## Verbreitung
Der Name Wilhelm gehörte im ausgehenden 19. und im beginnenden 20. Jahrhundert zu den zehn am häufigsten vergebenen Jungennamen in Deutschland, war um die Jahrhundertwende herum sogar einige Male auf Platz eins der Häufigkeitsstatistik. Seit den 1920er Jahren ging seine Popularität allmählich zurück.
In Österreich kommt der Name seit 1984 regelmäßig in der Namensgebung vor. Bis Mitte der 1990er Jahre lag er noch in den Top-200. Seitdem ist seine Vergabe rückläufig. Von 1984 bis 2023 wurde der Name etwa 430 Mal vergeben. Der Name taucht in der Schweiz seit 1930 fast jedes Jahr in den Vornamenscharts auf. Von 1930 bis 1951 lag er durchgehend in den Top-100, danach ließ seine Beliebtheit stetig nach. Bis 2023 wurden rund 2.500 Jungen so genannt.
In Frankreich kam der Name im frühen 20. Jahrhundert hin und wieder in den Top-500 der Hitlisten vor. In den Niederlanden wird der Name seit 1930 regelmäßig bei der Namenswahl berücksichtigt. Bis 1944 befand er sich stets unter den 100 beliebtesten Vornamen. Von 1930 bis 2023 wurde der Name circa 6.400 Mal gewählt. Der Name wird in Polen seit der Jahrtausendwende fast jährlich vergeben, er ist jedoch nur mäßig beliebt. Die Vergabe ist auch in England und Schottland nachgewiesen.
Der Name zählt in Schweden seit 1998 immer wieder zu den 100 beliebtesten Jungennamen. In Dänemark und Norwegen ist Wilhelm ein geläufiger Name, der regelmäßig bei der Namenswahl berücksichtigt wird. In den USA tauchte der Name am Ende des 19. und am Anfang des 20. Jahrhunderts in den Top-1000 auf. Der Vorname kommt in Kanada seit 1983 fast alljährlich in den Hitlisten vor, aber in einem geringen Volumen.

## Namenstage
- 01. Januar: Wilhelm von Dijon
- 10. Januar: Wilhelm von Donjeon
- 10. Februar: Wilhelm von Malavalle
- 28. März: Wilhelm Eiselin
- 06. April: Wilhelm von Æbelholt
- 20. April: Wilhelm von Windberg
- 28. Mai: Wilhelm von Aquitanien
- 08. Juni: Wilhelm von York
- 25. Juni: Wilhelm von Vercelli
- 27. Juni: Wilhelm von der Sann
- 30. Juni: Wilhelm Janauschek
- 05. Juli: Wilhelm von Hirsau

## Varianten
Der Name ist weltweit in verschiedenen Varianten verbreitet:
- Bill, englische Kurzform von William
- Gilliam, englisch
- Guglielmo, italienisch
- Guilherme, portugiesisch
- Gulielmus, lateinisch
- Guillaume, seltener „Guilleaume“, französisch
- Guille, spanische Kurzform
- Guillem, katalanisch
- Guillén, aragonesisch
- Guillermo, spanisch
- Liam, irisch
- Pim, niederländische Kurzform
- Vilém, tschechisch
- Vilhelm, schwedisch, norwegisch, dänisch, finnisch
- Vilhjálmur, isländisch, färöisch
- Viliam, slowakisch
- Vilim, mehrere slawische Sprachen
- Vilimas, litauisch
- Vilis, lettisch; auch Vilhelms oder Viļums
- Viljem, mehrere slawische Sprachen
- Viljo, finnische und estnische Kurzform von Vilhelm
- Ville, finnisch
- Vilmos, ungarisch
- Wellem, rheinische Variante (siehe insbesondere Jan Wellem)
- Wëllem, luxemburgisch
- Welm, deutsche Kurzform
- Wilgelm, russisch
- Wiliam, polnisch[9]
- Wilke, friesische Variante
- Wilko, norddeutsche Variante
- Will, englische Kurzform von William
- Willem, niederländisch
- Willi und Willy, Kurzform (Ersterer auch als Abkürzung von Willibald)
- William, englisch
- Willihalm (= Widhalm?)
- Willken, plattdeutsch
- Willm, weitere plattdeutsche Kurzform
- Wilm, plattdeutsche Kurzform (insbesondere von Willem)
- Wim, niederländische Kurzform
- Wylem, sorbisch

## Namensträger

### Herrscher
- Wilhelm I. (1781–1864), König von Württemberg
- Wilhelm I. (1797–1888), König von Preußen und ab 1871 Deutscher Kaiser
- Wilhelm II. (1848–1921), König von Württemberg
- Wilhelm II. (1859–1941), König von Preußen und von 1888 bis 1918 Deutscher Kaiser

### Einzelname
- Wilhelm von Bourges (Wilhelm von Donjean, ≈1150–1209), Erzbischof von Bourges, Heiliger
- Wilhelm von Brandenburg-Ansbach-Kulmbach (1498–1563), deutsch-baltischer Geistlicher, Erzbischof von Riga
- Wilhelm Adolf von Braunschweig-Wolfenbüttel (1745–1770), deutscher Oberst
- Wilhelm von Rubruk (≈1217–1270), Missionar und Forschungsreisender

### Vorname

#### A
- Wilhelm Aarland (1822–1906), deutscher Zeichner und Holzstecher
- Wilhelm Abb (1915–2010), deutscher Geodät und bayerischer Verwaltungsbeamter
- Wilhelm Abegg (1876–1951), deutsch-schweizerischer Staatssekretär
- Wilhelm Abeken (1813–1843), deutscher Klassischer Archäologe
- Wilhelm Abel (1904–1985), deutscher Wirtschaftshistoriker
- Wilhelm Anton Christian Carl Abel (1749–1795), deutscher Musiker und Maler
- Wilhelm August Christian Abel (1748–nach 1803), deutscher Maler
- Wilhelm Abeln (1894–1969), deutscher Landwirt und Politiker
- Wilhelm Abicht (1870–nach 1928), deutscher Beamter
- Wilhelm Abraham (1894–nach 1949), deutscher Politiker (CDU)
- Wilhelm Altenloh (1908–1985), deutscher Jurist und SS-Führer
- Wilhelm Ashoff (1857–1929), deutscher Unternehmer
- Wilhelm Ashoff (1886–1941), deutscher Unternehmer
- Wilhelm Avieny (1897–1983), deutscher Bankkaufmann, Industriemanager, NSDAP-Gauwirtschaftsberater und SS-Obersturmbannführer

#### B
- Wilhelm Baur (1826–1897), deutscher evangelischer Theologe und Schriftsteller
- Wilhelm Baur (1839–1921), deutscher Apotheker und Botaniker
- Wilhelm Baur (1895–1973), deutscher Journalist, Zeitungsverleger und Politiker (Zentrum, CDU)
- Wilhelm Baur (1905–1945), deutscher Verleger (Franz-Eher-Verlag) und Parteifunktionär (NSDAP)
- Wilhelm Baur de Betaz (1883–1964), deutscher Offizier
- Wilhelm Berge (1869–1951), deutscher Lehrer, Rektor, Organist und Lokalhistoriker
- Wilhelm Berger (1861–1911), deutscher Komponist und Pianist
- Wilhelm Blaschke (1885–1962), österreichischer Mathematiker
- Wilhelm von Bocholtz-Meschede (1833–1890), Rittergutsbesitzer und Politiker
- Wilhelm Bonatz (1883 – nach 1946), deutscher Polizeibeamter und Gestapo-Mitarbeiter
- Wilhelm Boshart (1815–1878), deutscher Landschaftsmaler
- Wilhelm von Braun (1790–1872), deutscher Staatsminister
- Wilhelm Braun (1880–1945), deutscher Bildhauer
- Wilhelm von Braun (1883–1941), deutscher Jurist und Diplomat
- Wilhelm Braun (1887–1971), deutscher Politiker (CDU)
- Wilhelm Braun (1889–1974), deutscher Bibliothekar und Historiker
- Wilhelm Braun (1897–1969), deutscher Skilangläufer
- Wilhelm Braun (1906–1986), deutscher Maler
- Wilhelm Braun (1929–2010), deutscher Germanist
- Wilhelm Braun-Feldweg (1908–1998), deutscher Industriedesigner
- Wilhelm Busch (1832–1908), deutscher Dichter und Zeichner

#### C
- Wilhelm Capelle (1871–1961), deutscher Klassischer Philologe
- Wilhelm Eberhard Capelle (1785–1822), hannoverscher Kaufmann und königlicher Hof-Materialist

- Liste aller Wikipedia-Artikel, deren Titel mit Wilhelm beginnt
- Liste aller Wikipedia-Artikel, deren Titel Wilhelm enthält

#### E
- Wilhelm Ebel (1891–1955), deutscher Pädagoge und Autor
- Wilhelm Ebel (1908–1980), deutscher Rechtshistoriker

#### F
- Wilhelm Emil Fein (1842–1898), deutscher Unternehmer und Erfinder der elektrischen Hand-Bohrmaschine
- Wilhelm Furtwängler (1886–1954), deutscher Dirigent

#### G
- Wilhelm Gebhard (* 1973), deutscher Politiker (CDU)
- Wilhelm Gebhardt (Maler) (1827–1893), deutscher Maler
- Wilhelm Gebhardt (Politiker) (1897–1974), deutscher Politiker, Bürgermeister von Crailsheim
- Wilhelm Gemoll (1850–1934), deutscher Altphilologe
- Wilhelm Grimm (1786–1859), deutscher Literatur- und Sprachwissenschaftler

#### H
- Wilhelm Hammond-Norden (1906–1943), deutscher Schriftsteller und Kabarettist
- Wilhelm Harnisch (Pädagoge) (1787–1864), deutscher Theologe und Pädagoge
- Wilhelm Harnisch (Pfarrer) (1887–1960), deutscher Pfarrer und Gründungsmitglied der Bekennenden Kirche
- Wilhelm Heyn (1910–1977), deutscher Hindernisläufer
- Wilhelm von Humboldt (1767–1835), deutscher Gelehrter und Diplomat

#### J
- Wilhelm Jahn (1835–1900), österreichisch-ungarischer Musiker und Dirigent
- Wilhelm Jahn (1866–1924), deutscher Generalleutnant
- Wilhelm Jahn (1891–1952), deutscher Polizeipräsident und SA-Obergruppenführer
- Wilhelm Hans Jahn (1889–1973), deutscher Mittelstreckenläufer, Wandervogel, Offizier und Herausgeber

#### K
- Wilhelm Kaisen (1887–1979), deutscher Politiker (SPD), Bremer Bürgermeister
- Wilhelm Keitel (1882–1946), deutscher Generalfeldmarschall

#### L
- Wilhelm Lenk von Wolfsberg (1809–1894), österreichischer Feldzeugmeister und Naturwissenschaftler
- Wilhelm Liebknecht (1826–1900), deutscher Parteifunktionär (SPD)
- Wilhelm von Löwenstein († 1579), deutscher Adeliger und Faut des Bischofs von Speyer
- Wilhelm Lübeck (1809–1879), deutscher Turner und Turnpädagoge

#### M
- Wilhelm Mahlow (1914–1999), deutscher Ruderer, Medaillengewinner bei Olympia
- Wilhelm Mansfeld (1831–1899), deutscher Jurist und Richter
- Wilhelm Mansfeld (1875–1955), deutscher Jurist und Richter
- Wilhelm Mensing-Braun (1899–1967), österreichischer Theologe
- Wilhelm Merck  (1833–1899), deutscher Chemiker und Unternehmer
- Wilhelm Merck  (1867–1929), deutscher Jurist, Gutsbesitzer und Politiker
- Wilhelm Merz (1849–1922), deutscher Ingenieur, Zement-Pionier und Sozialreformer
- Wilhelm Messerschmitt (1898–1978), deutscher Flugzeugkonstrukteur und Unternehmer, siehe Willy Messerschmitt
- Wilhelm Michel (1877–1942), deutscher Schriftsteller
- Wilhelm Michel (1894–1964), deutscher Kunsterzieher und Pilot
- Wilhelm Michel (1901–1988), deutscher Bäcker, Politiker (NSDAP) und Geliebter von Marlene Dietrich
- Wilhelm Mülberger (1818–1876), deutscher Tuchfabrikant, Politiker und Abgeordneter
- Wilhelm Müller (um 1633 – nach 1673), deutscher Prediger und Schriftsteller
- Wilhelm Müller (1790–1844), deutscher Politiker, MdL Hessen
- Wilhelm Müller (1794–1827), deutscher Dichter
- Wilhelm Müller  († nach 1865), deutscher Orgelbauer in Berlin
- Wilhelm Müller (1821–1899), deutscher Kaufmann und Politiker
- Wilhelm Müller (1830–1915), deutscher Landwirt und Politiker (DRP), MdR
- Wilhelm Müller (1832–1909), deutscher Pathologe
- Wilhelm Müller (1834–1897), deutscher Geiger, siehe Gebrüder-Müller-Quartett
- Wilhelm Müller (1834–1902), preußischer Generalleutnant
- Wilhelm Mueller (1850–1921), deutscher Offizier
- Wilhelm Müller (1855–1937), deutscher Chirurg
- Wilhelm Müller, deutscher Richter und Verbandsfunktionär
- Wilhelm Müller (1875–1957), deutscher Politiker (SPD)
- Wilhelm Müller (1880–1968), deutscher Physiker
- Wilhelm Müller (1881–1916), deutscher Ethnograph
- Wilhelm Müller (1882–1956), deutscher Eisenbahningenieur
- Wilhelm Müller (1886–1969), deutscher Pädagoge
- Wilhelm Müller (1889–1965), deutscher Politiker (NSDAP), Oberbürgermeister von Wilhelmshaven
- Wilhelm Müller (1890–1957), deutscher Politiker (KPD)
- Wilhelm Müller (1890–1944), deutscher Politiker (SPD)
- Wilhelm Müller (1902–1993), deutscher Jurist
- Wilhelm Müller (1908–1983), deutscher Politiker (KPD/SED), Widerstandskämpfer und Redakteur
- Wilhelm Müller (1909–1984), deutscher Handballspieler
- Wilhelm Müller (1912–1990), deutscher Widerstandskämpfer und Buddhist
- Wilhelm Müller (1912/13–1995), deutscher Journalist
- Wilhelm Müller (1928–1999), deutscher Maler und Grafiker
- Wilhelm Müller-Erzbach (1839–1914), deutscher Naturwissenschaftler und Pädagoge
- Wilhelm Müller-Lenhartz (1873–1952), deutscher Agrarwissenschaftler und Politiker (DNVP)
- Wilhelm Müller-Schönefeld (1867–1944), deutscher Maler
- Wilhelm Müller-Wille (1906–1983), deutscher Geograph
- Wilhelm Christian Müller (1752–1831), deutscher Musikschriftsteller, Kantor und Pädagoge
- Wilhelm J. Müller (1901–1990), deutscher Tiefbauingenieur und Hochschullehrer
- Wilhelm Jeremias Müller (1725–1801), deutscher Architekt
- Wilhelm Konrad Hermann Müller (1812–1890), deutscher Germanist
- Wilhelm Max Müller (1862–1919), deutsch-US-amerikanischer Orientalist
- Wilhelm Münnich (1876–1948), chilenischer Mediziner und Klinikdirektor

#### N
- Wilhelm von Neuberg (1802–1862), böhmisch-österreichischer Truchsess und Domänenbesitzer
- Wilhelm Neufeld (1908–1995), deutscher Grafiker, Typograf, Maler und Bildhauer
- Wilhelm Neusser (1924–1994), österreichischer Glasermeister und Politiker
- Wilhelm Noll (1926–2017), deutscher Motorradrennfahrer

#### O
- Wilhelm Olbers (1758–1840), deutscher Astronom und Mathematiker

#### P
- Wilhelm Pieck (1876–1960), Präsident der DDR
- Wilhelm Prager (1876–1955), deutscher Schauspieler, Regisseur und Filmproduzent
- Wilhelm von Preußen, bis 1918 preußischer und deutscher Kronprinz
- Wilhelm von Preußen, bis 1933 möglicher preußischer und deutscher Thronanwärter
- Wilhelm Prilipp (1909–1989), deutscher Brigadegeneral

#### R
- Wilhelm von Rahden (1790–1860), deutscher Offizier und Schriftsteller
- Wilhelm Rammo (1925–2009), deutscher Boxer
- Wilhelm Reich (1897–1957), österreichischer Psychoanalytiker
- Wilhelm Renner (Manager, 1873) (1873–vor 1955), deutscher Fabrikdirektor und Politiker
- Wilhelm Renner (Manager, 1890) (1890–1952), deutscher Industriemanager
- Wilhelm Renner (General) (1915–1982), deutscher Brigadegeneral
- Wilhelm Renner (Politiker), österreichischer Feuerwehrkommandant und Gemeinderat
- Wilhelm Riehmer (* 1936), deutscher Brigadegeneral
- Wilhelm Rohr (1877–1930), Entwickler der Sturmbataillone, siehe Willy Rohr
- Wilhelm Romatzeck (1939–2023), deutscher Brigadegeneral
- Wilhelm Conrad Röntgen (1845–1923), deutscher Physiker, Nobelpreisträger
- Wilhelm Ruhland (1878–1960), deutscher Botaniker und Hochschullehrer

#### S
- Wilhelm Schepmann (1894–1970), deutscher Politiker und Stabschef der SA
- Wilhelm Schmidt-Biggemann (* 1946), deutscher Philosophiehistoriker und Hochschullehrer
- Moritz Wilhelm Paul Schwartz (1864–1919), deutsch-baltischer Pastor und Märtyrer
- Wilhelm von Schwerin (1773–1815), deutscher Oberst
- Wilhelm von Schwerin (1739–1802), deutscher Generalleutnant
- Wilhelm Sebastian (1903–1978), deutscher Automobilrennfahrer und Mechaniker
- Wilhelm Stadler (1884–1956), deutscher Jurist und Industriemanager
- Wilhelm Stein (1807–1849), deutscher Bergwerksingenieur und Pfarrer
- Wilhelm Stein (1811–1889), deutscher Chemiker und Hochschullehrer
- Wilhelm Stein (1870–1964), deutscher Ingenieur und Nahverkehrsmanager
- Wilhelm Stein (1886–1970), Schweizer Kunsthistoriker und Hochschullehrer
- Wilhelm Stein (1895–1944), deutscher Ingenieur und Widerstandskämpfer
- Wilhelm Steinitz (1836–1900), österreichischer Schachspieler
- Wilhelm zu Stolberg-Roßla (1748–1826), Regent der Grafschaft Stolberg-Roßla
- Wilhelm zu Stolberg-Wernigerode (1807–1898), preußischer General und Standesherr
- Wilhelm zu Stolberg-Wernigerode (1870–1931), deutscher Jurist, Diplomat, Botschafter
- Wilhelm Strienz (1900–1987), deutscher Sänger

#### T
- Wilhelm Tell, Schweizer Nationalheld

#### W
- Wilhelm Wagner (1848–1900), deutscher Mediziner
- Wilhelm Wagner (1875–1953), deutscher Architekt
- Wilhelm Wagner (1884–1970), deutscher Geologe und Hochschullehrer
- Wilhelm Wagner (1887–1968), deutscher Maler und Grafiker
- Wilhelm Wagner (1895–1977), deutscher Entomologe
- Wilhelm Wagner (1899–1976), deutscher Chirurg und Hochschullehrer
- Wilhelm Wagner (1904–1946), deutscher SS-Hauptscharführer
- Wilhelm Wagner (* 1936), deutscher Politiker
- Wilhelm Wannemacher (1927–2023), deutscher Pädagoge, Sachbuchautor und Schriftsteller
- Wilhelm Werner (1850–1915), deutscher Geodät und Hochschullehrer
- Wilhelm Werner (1874–1947), deutscher Automobilrennfahrer
- Wilhelm Werner (1886–1975), deutscher Tischler und Hausmeister der Kunsthalle Hamburg
- Wilhelm Werner (1888–1945), deutscher Marineoffizier, Politiker (NSDAP) und SS-Führer
- Wilhelm Werner (1898–1940), deutscher Psychiatriepatient, Zeichner und Aktion-T4-Opfer
- Wilhelm Wetlesen (1871–1925), norwegischer Maler und Illustrator
- Wilhelm Wieben (1935–2019), deutscher Nachrichtensprecher
- Wilhelm Wundt (1832–1920), deutscher Philosoph und Psychologe

#### Z
- Wilhelm „Willy“ Zick (1895–1972), deutscher Jagdflieger, Motorradrennfahrer und Unternehmer

### Familienname

#### A
- Adolf Wilhelm (Philologe) (1864–1950), österreichischer Epigraphiker und Klassischer Philologe
- Adolf Wilhelm (Autor), deutscher Autor
- Albert Wilhelm (* 1931), deutscher Chefredakteur und Fachautor
- Albrecht Wilhelm (1929–2017), deutscher Chirurg
- Alex Wilhelm (* 1989/1990), deutscher Musikmanager
- Alexander Wilhelm (* 1967), deutscher Politiker (SPD), MdL
- Alexander Wilhelm (Basketballspieler) (* 1969), deutscher Basketballspieler
- Alfred Wilhelm (1920–2015), deutscher Politiker (CDU)
- André Wilhelm (* 1943), französischer Radrennfahrer
- Andreas Wilhelm (Architekt) (1906–1967), Schweizer Architekt und Stadtbaumeister in Ulm
- Andreas Wilhelm (Dirigent) (* 1947), deutscher Dirigent und Pianist
- Andreas Wilhelm (Sportwissenschaftler) (* 1958), deutscher Sportwissenschaftler
- Andreas Wilhelm (Schriftsteller) (* 1971), deutscher Schriftsteller
- Anja Wilhelm (* 1968), deutsche Kunstturnerin
- Anne Wilhelm (1944–2013), Schweizer Malerin
- Anton Michael Wilhelm (1939–2018), Schweizer Kunsthistoriker
- Arno Wilhelm (* 1988), deutscher Schriftsteller
- August Benedikt Wilhelm (1793–1832), deutscher Historiker und Pädagoge

#### B
- Bernd Wilhelm (Manager, 1945) (* 1945), deutscher Wirtschaftsmanager
- Bernd Wilhelm (Manager, 1946) (* 1946), deutscher Ingenieur und Wirtschaftsmanager
- Bettina Wilhelm (* 1964), deutsche Diplompädagogin, Diplomsozialpädagogin; Landesbeauftragte für Frauen des Landes Bremen
- Björn Wilhelm (* 1975), deutscher Jurist und Journalist
- Brigitte Wilhelm (* 1939), deutsche Bildhauerin

#### C
- Carl Wilhelm (Chorleiter) (1815–1873), deutscher Chorleiter und Komponist
- Carl Wilhelm (Regisseur) (1872–1936), österreichischer Regisseur
- Charles Wilhelm (Baseballspieler) (1929–1992), US-amerikanischer Baseballspieler
- Charles E. Wilhelm (* 1941), US-amerikanischer General
- Christian Wilhelm (Künstler) (1725–1804), deutscher Kupferstecher und Kunsthändler
- Christian Wilhelm (Politiker), deutscher Politiker (Freie Wähler), Bürgermeister von Sonthofen
- Christian Wilhelm (Handballspieler) (* 2002), deutscher Handballspieler
- Christian D. Wilhelm (* 1953), deutscher Pflanzenphysiologe
- Christian Wilhelm (Schwarzburg-Sondershausen), Fürst (1666–1721)
- Christoph Wilhelm (* 1987), deutscher American-Football-Spieler
- Cornelia Wilhelm (* 1964), deutsche Historikerin

#### D
- David Wilhelm (* 1956), US-amerikanischer Unternehmer und Politikberater

#### E
- Emil Wilhelm (1844–1919), deutscher Kaufmann und Geheimer Kommerzienrat
- Erich Wilhelm (1912–2005), österreichischer evangelisch-lutherischer Theologe
- Ernesto Wilhelm de Moesbach (1882–1963), Kapuzinermissionar
- Ernesto Wilhelm de Moesbach (1882–1963), Kapuzinermissionar
- Ernst Wilhelm (Musiker) (1845–1913), deutscher Bratschist
- Ernst Wilhelm (Schlosser) († 1952), deutscher Schlosser und Opfer der DDR-Diktatur
- Ernst Theodor Wilhelm (1904–??), deutscher Germanist und Schriftsteller
- Erwin Wilhelm (1926–2012), deutscher Fußballspieler
- Eugen Wilhelm (Jurist) (1866–1951), deutsch-französischer Jurist und Autor
- Eugen Wilhelm (Unternehmer) (1904–nach 1970), deutscher Unternehmer und Firmengründer

#### F
- Felix Wilhelm (1863–1941), deutscher Pädagoge und Heimatforscher
- Franz Wilhelm (Medailleur) (1846–1938), Stuttgarter Metallwaren-Fabrik Wilh. Mayer und Frz. Wilhelm
- Franz Wilhelm (Archivar) (1870–1942), österreichischer Archivar
- Franz Wilhelm (Politiker, 1894) (1894–1973), deutscher Politiker (SPD), MdL Bayern
- Franz Wilhelm (Politiker, 1914) (1914–1977), österreichischer Politiker (ÖVP), Bürgermeister von Krems
- Franz Wilhelm (Unternehmer) (1925–2018), deutscher Unternehmer (Vaillant)
- Franz Wilhelm (Tänzer) (1945–2015), österreichischer Tänzer
- Franz Heinrich Meinolph Wilhelm (1725–1794), deutscher Mediziner und Chemiker, Pionier der Blatterninoculation
- Franziska Wilhelm (* 1981), deutsche Autorin und Moderatorin
- Friedrich Wilhelm (Germanist) (1882–1939), deutscher Germanist
- Friedrich Wilhelm (Politiker) (1916–2000), deutscher Politiker (CSU)
- Friedrich Wilhelm (Indologe) (* 1932), deutscher Indologe
- Friedrich Karl Wilhelm (1890–1948), deutscher SS-Untersturmführer
- Fritz Wilhelm (Musiker, 1894) (1894–1944/1945), österreichischer Pianist
- Fritz Wilhelm (Politiker) (1916–2000), deutscher Landrat und Politiker (CSU)
- Fritz Wilhelm (Grafiker) (1939–1971), deutsch-österreichischer Grafiker
- Fritz Wilhelm (Musiker, 1939) (1939–2000), deutscher Zitherspieler und Musikpädagoge

#### G
- Georg Wilhelm (Rechtswissenschaftler) (1942–2021), österreichischer Zivilrechtswissenschafter
- Georg Peter Wilhelm (1733–1806), deutscher Orgelbauer
- Gerhard Wilhelm (1918–2009), deutscher Chorleiter
- Gernot Wilhelm (* 1945), deutscher Altorientalist
- Gottlieb Tobias Wilhelm (1758–1811), deutscher protestantischer Pfarrer und Schriftsteller
- Grete Wilhelm (1887–1942), österreichische Malerin, Grafikerin und Kunsthandwerkerin
- Günter Wilhelm (1908–2004), deutscher Architekt und Hochschullehrer
- Günther Wilhelm (* 1949), deutscher Fotograf und Grafiker

#### H
- Hans Wilhelm (Drehbuchautor) (1904–1980), deutscher Drehbuchautor
- Hans Wilhelm (Chemiker) (1919–1994), deutscher Chemiker
- Hans-Erich Wilhelm (1919–2007), deutscher Genealoge und Heimatforscher
- Hans F. Wilhelm (1905–1983), deutscher Film- und Synchronregisseur, Dokumentarfilmer und Synchronsprecher
- Hans Hermann Wilhelm (1892–1975), deutscher Pädagoge und Schriftsteller
- Hans-Jörg Wilhelm (* 1946), deutscher Zeitungsverleger
- Hans-Jürgen Wilhelm (* 1967), deutscher Autor und Manager im Gesundheits- und Pflegemarkt
- Hans-Otto Wilhelm (1940–2019), deutscher Politiker (CDU)
- Harald Wilhelm (* 1966), deutscher Manager
- Heinrich Wilhelm (1885–1947), deutscher Politiker (SPD)
- Heinz Wilhelm (* 1950), deutscher Diplomat
- Hellmut Wilhelm (1905–1990), deutscher Sinologe
- Helmut Wilhelm (Geophysiker) (* 1939), deutscher Geophysiker und Hochschullehrer
- Helmut Wilhelm (Politiker) (1946–2022), deutscher Richter und Politiker (Bündnis 90/Die Grünen)
- Helmut Wilhelm (Mediziner) (* 1954), deutscher Ophthalmologe und Hochschullehrer
- Herbert Wilhelm (1922–2007), deutscher Ökonom
- Hermann Wilhelm, Pseudonym von Hermann Kasack (1896–1966), deutscher Schriftsteller und Dichter
- Hermann Wilhelm (Maler) (1897–1970), deutscher Maler und Hochschullehrer
- Hermann Wilhelm (Heimatforscher) (* 1949), deutscher Kurator, Heimatforscher, Sachbuchautor und Maler
- Holger Matthias Wilhelm (* 1976), deutscher Schauspieler
- Horst Wilhelm, Pseudonym von Thea Graziella (1881–1942), deutsche Schriftstellerin
- Horst Wilhelm (Sänger) (1927–2000), deutscher Sänger (Tenor)
- Horst Wilhelm (Psychologe) (* 1931), deutscher Psychologe und Heimatkundler
- Hoyt Wilhelm (1922–2002), US-amerikanischer Baseballspieler

#### I
- Ignaz Wilhelm (1793–?), deutscher Jurist und Politiker
- Ira Wilhelm (* 1962), deutsche Übersetzerin

#### J
- Jan Wilhelm (1942–2025), deutscher Jurist und Hochschullehrer
- Jean Wilhelm (1929–2007), Schweizer Politiker (CVP)
- Jean-Pierre Wilhelm (1912–1968), deutscher Galerist
- Jochen Wilhelm (* 1945), deutscher Ökonom und Hochschullehrer
- Jochen Wilhelm (Radsporttrainer) (1943–2017), deutscher Radsporttrainer
- Jodok Friedrich Wilhelm (1797–1843), österreichischer Stuckateur
- Johann Wilhelm (1595–nach 1669), deutscher Zimmermann und Architekt
- Johannes Wilhelm (* 1926), deutscher Physiker
- Josef Wilhelm (Priester) (1875–1953), deutscher katholischer Priester und Leiter der Liebenauer Anstalten
- Josef Wilhelm (Turner) (1892–1956), Schweizer Turner
- Josef Wilhelm (General) (1921–2003), deutscher Generalmajor
- Josef Wilhelm (Theologe) (* 1947), österreichischer Theologe
- Joseph Wilhelm (* 1954), deutscher Unternehmer
- Joseph Lawrence Wilhelm (1909–1995), kanadischer Geistlicher und römisch-katholischer Erzbischof von Kingston
- Jürgen Wilhelm (Politiker) (* 1949), deutscher Manager und Politiker (SPD)
- Jürgen Wilhelm (Fußballspieler) (* 1950), deutscher Fußballspieler
- Julius Wilhelm (Librettist) (1871–1941), österreichischer Schriftsteller
- Julius Wilhelm (Denkmalpfleger) (1873–1961), deutscher Kaufmann, Verleger und Denkmalpfleger
- Julius Wilhelm (Romanist) (1896–1983), deutscher Romanist

#### K
- Karin Wilhelm (* 1947), deutsch-österreichische Professorin für Kunst- und Architekturgeschichte
- Karl Wilhelm (Botaniker) (Karl, Carl Adolf Wilhelm) (1848–1933), Mährer, k. u. k. Österreicher, Botaniker, Mykologe und Hochschullehrer
- Karl Wilhelm (General) (* 1922), deutscher Generalmajor der NVA
- Karl-Heinz Wilhelm (1916–2001), deutscher Zeitungsverleger
- Kate Wilhelm (1928–2018), US-amerikanische Schriftstellerin
- Kathrin Wilhelm (* 1981), österreichische Skirennläuferin
- Kati Wilhelm (* 1976), deutsche Biathletin
- Kerstin Fiedler-Wilhelm (* 1968), deutsche Politikerin
- Klaus Wilhelm (* 1934), deutscher Chirurg und Hochschullehrer
- Klaus-Peter Wilhelm (* 1960), deutscher Dermatologe und Hochschullehrer
- Kurt Wilhelm (Rabbiner) (1900–1965), deutscher Rabbiner und Hochschullehrer
- Kurt Wilhelm (Romanist) (1911–1967), deutscher Romanist und Hochschullehrer
- Kurt Wilhelm (Regisseur) (1923–2009), deutscher Regisseur und Autor
- Kurt Wilhelm (Büttenredner) (1924–2013), deutscher Büttenredner
- Kurt Wilhelm (Fußballspieler), österreichischer Fußballspieler
- Kurt Wilhelm-Kästner (1893–1976), deutscher Kunsthistoriker und Hochschullehrer

#### L
- Leo Wilhelm (1913–1988),  deutscher Politiker (CDO), MdBB
- Lisa Wilhelm (* 1997), deutsche Jazzmusikerin
- Ludwig Wilhelm (Kunstschlosser) (1833–1898), deutsch-österreichischer Kunstschlosser und Eisenkonstrukteur
- Ludwig Wilhelm (Heimatforscher) (1867–1936), deutscher Lehrer und Heimatforscher

#### M
- Manuel Wilhelm (* 1980), deutscher Rugby-Union-Spieler
- Maren Wilhelm (* 1977), deutsche Musiktheoretikerin, Komponistin und Hochschullehrerin
- Marian Wilhelm (* 1988), deutscher Fußballtrainer
- Markus Wilhelm (* 1956), österreichischer Publizist, Umweltaktivist und Bergbauer
- Maurice Wilhelm (* 1987), deutscher Baseball-Spieler
- Max Wilhelm (1861–1928), sächsischer Generalleutnant
- Max Wilhelm (1881–1980), deutscher Unternehmer, siehe Stuttgarter Metallwarenfabrik Wilh. Mayer & Frz. Wilhelm
- Meinolph Wilhelm, siehe Franz Heinrich Meinolph Wilhelm
- Melanie Wilhelm (* 1977), deutsche Musikproduzentin, siehe Melbeatz
- Michael Wilhelm (* 1955), deutscher Politiker

#### N
- Nora Wilhelm (* 1993), Schweizer Aktivistin im Bereich Nachhaltigkeit

#### O
- Ottmar Wilhelm (1898–1974), chilenischer Mediziner und Biologe
- Otto Wilhelm (Politiker) (1857–1908), österreichischer Politiker (Deutsche Volkspartei)
- Otto Wilhelm (Ingenieur) (1906–1975), deutscher Ingenieur für Maschinenbau und Hochschullehrer
- Otto Wilhelm (Schauspieler) (1929–2022), deutscher Theaterschauspieler und -regisseur
- Otto Wilhelm (Fußballspieler) (fl. 1945–1947), ehemaliger deutscher Fußballspieler

#### P
- Paul Wilhelm (Journalist) (1873–1916), österreichischer Journalist
- Paul Wilhelm (Maler) (1886–1965), deutscher Maler und Grafiker
- Paul Wilhelm (Politiker) (1935–2008),  deutscher Politiker (CSU)
- Peter Wilhelm (Pfarrer) (1877–1947), deutscher Pfarrer und Politiker
- Peter Wilhelm (Schriftsteller) (* 1959), deutscher Schriftsteller
- Philipp Wilhelm (Mediziner) (1798–1840), deutscher Chirurg und Hochschullehrer
- Philipp Wilhelm (Politiker) (* 1988), Schweizer Politiker

#### R
- Rachel Wilhelm-Reimer (* 1985), deutsche Handballspielerin
- Raymund Wilhelm, deutscher Romanist
- Reinhard Wilhelm (* 1946), deutscher Informatiker und Hochschullehrer
- Richard Wilhelm (1873–1930), deutscher Sinologe, Theologe und Missionar
- Richard Wilhelm (Leichtathlet) (1888–1917), deutscher Leichtathlet
- Richard Wilhelm (Politiker) (* 1962), österreichischer Politiker (SPÖ)
- Richard H. Wilhelm (Richard Herman Wilhelm; 1909–1968), US-amerikanischer Chemieingenieur
- Richard O. Wilhelm (* 1932), deutscher Glasgestalter und Politiker (LDPD)
- Robert Wilhelm (* 1967), deutscher Offizier
- Rolf Wilhelm (Physiker) (* 1939), deutscher Physiker
- Rolf Wilhelm (Politiker) (* 1956), deutscher Politiker (REP)
- Rolf Alexander Wilhelm (1927–2013), deutscher Komponist und Dirigent
- Rudolf Wilhelm (Mediziner) (1893–1959), deutscher Orthopäde und Hochschullehrer
- Rudolf Wilhelm (Fußballspieler, 1905) (1905–1977), deutscher Fußballspieler
- Rudolf Wilhelm (Fußballspieler, 1936) (* 1936), deutscher Fußballspieler
- Rudolf Wilhelm (Wirtschaftswissenschaftler) (1958–2008), deutscher Wirtschaftswissenschaftler und Hochschullehrer

#### S
- Sieghard Wilhelm (* 1947), deutscher Politiker (Bündnis 90/Die Grünen)
- Steffen Wilhelm (* 1981), deutscher Komödiant, Schauspieler, Kabarettist und Regisseur
- Stephan Wilhelm (* 1983), deutscher Eishockeyspieler

#### T
- Theodor Wilhelm (1906–2005), deutscher Pädagoge
- Thomas Wilhelm (Leichtathlet) (* 1984), deutscher Leichtathlet
- Thomas Wilhelm (Choreograf), Choreograf
- Thomas Wilhelm (Eishockeyspieler) (* 1986), deutscher Eishockeyspieler
- Tim Wilhelm (* 1977), deutscher Fernsehmoderator
- Toni Wilhelm (* 1983), deutscher Windsurfer

#### U
- Ulrich Wilhelm (* 1961), deutscher Journalist
- Uwe Wilhelm (* 1957), deutscher Autor, Filmproduzent und Filmregisseur
- Uwe Wilhelm (Historiker) (* 1957), deutscher Historiker und Hochschullehrer

#### W
- Walter Wilhelm (Rechtswissenschaftler) (1928–2002), deutscher Rechtswissenschaftler
- Walter Wilhelm (Schriftsteller) (* 1954), rumäniendeutscher Schriftsteller und Nachdichter
- Walter F. Wilhelm (1892–1961), Schweizer Architekt
- Walter Woldemar Wilhelm (1886–nach 1945), deutscher Politiker und Schriftsteller
- Wella Wilhelm (um 1885–nach 1950), deutsche Politikerin (SED), MdL
- Werner Wilhelm (Geodät) (1850–1935), deutscher Ingenieur, Geodät und Hochschullehrer
- Werner Wilhelm (1919–2006), deutscher Verwaltungsbeamter und Politiker (SPS, SPD), MdB
- Willy Wilhelm (* 1958), niederländischer Judoka
- Winfried Wilhelm (1937–2014), deutscher Journalist
- Wolfgang Wilhelm (Drehbuchautor) (1906–1984), deutsch-britischer Drehbuchautor
- Wolfgang Wilhelm (Kinderbuchautor) (1955–2023), deutscher Kinder- und Hörbuchautor